# Твикер
Твикер (англ. tweaker) — утилита для тонкой настройки операционной системы или другого программного обеспечения, за счёт изменения определённых параметров (нередко скрытых или труднодоступных для пользователя). Часто твикеры используют для персональной настройки внешнего вида графического интерфейса пользователя. В операционных системах семейства Windows твикеры обычно изменяют значения в реестре либо в конфигурационных файлах, которые зачастую невозможно изменить используя средства, предоставляемые системой.